# Mirosława Barnimówna
Mirosława Barnimówna (ur. 1270, zm. przed 11 listopada 1328) – żona Mikołaja I, hrabiego zwierzyńskiego na Wittenburgu, córka Barnima I Dobrego, księcia szczecińskiego i pomorskiego oraz Matyldy askańskiej.

## Życiorys
Mirosława, jako żona Mikołaja I była wzmiankowana od 1299. Genealodzy potwierdzają jej pomorski rodowód, z uwagi na używanie przez hrabinę herbu z gryfem i imiona jej dzieci, które są charakterystyczne i spotykane w dynastii Gryfitów.
Po śmierci męża sprawowała rządy opiekuńcze, w imieniu małoletnich dzieci (1323–1325), natomiast od 1324 jej imię pojawiło się na dokumentach wespół z najmłodszym dzieckiem, synem Mikołajem II.
Hrabina zmarła przed 11 listopada 1328. Jej miejsce spoczynku nie jest znane. Literatura przedmiotu skłania się do wyznaczenia dwóch miejsc: kaplicy kościoła katedralnego w Schwerinie, bądź kaplicy klasztornej w Zarenttin.

## Rodzina
Mirosława była drugą żoną Mikołaja I, hrabiego zwierzyńskiego na Wittenburgu, syna Guncelina III i Małgorzaty meklemburskiej. Z małżeństwa pochodziło dziesięcioro dzieci:
- Matylda (Mechtylda) (ur. ?, zm. ?)– mniszka klasztoru cysterek w Szczecinie,
- Bożena (Beatrix) (ur. ?, zm. ?)– mniszka klasztoru cysterek w Szczecinie,
- Kunegunda (ur. ?, zm. ?)– mniszka klasztoru zarentyńskiego,
- Agnieszka (ur. ?, zm. ?)– mniszka klasztoru zarentyńskiego,
- Audacja (ur. ?, zm. ?) – mniszka klasztoru zarentyńskiego,
- Małgorzata (ur. ?, zm. ok. 1310) – żona Wisława III, księcia rugijskiego,
- Anastazja (ur. ?, zm. ?) – żona Waldemara IV, księcia szlezwickiego, oraz Gerharda IV, hrabiego holsztyńskiego i schauenburskiego,
- Barnim (ur. ?, zm. ?) – hrabia zwierzyński,
- Mirosława (ur. ?, zm. po 19 lutego 1368) – żona Jana III, hrabiego holsztyńskiego,
- Mikołaj II (ur. ?, zm. w okr. 17 maja 1349–21 lutego 1350) – hrabia zwierzyński[5].

### Genealogia
| Bogusław II ur. w okr. 1178–1184 zm. 23 lub 24 I 1220 lub 1221 | Bogusław II ur. w okr. 1178–1184 zm. 23 lub 24 I 1220 lub 1221 |                                                        |                                                        | Mirosława ur. w okr. 1190–1195 zm. p. przed 2 II 1237 | Mirosława ur. w okr. 1190–1195 zm. p. przed 2 II 1237 |  |  | Otton III Pobożny ur. 1215 zm. 9 X 1267 | Otton III Pobożny ur. 1215 zm. 9 X 1267 |                                        |                                        | Bożena (Beatrix) ur. przed 1230 zm. 27 V 1290 | Bożena (Beatrix) ur. przed 1230 zm. 27 V 1290 |
|                                                                |                                                                |                                                        |                                                        |                                                       |                                                       |  |  |                                         |                                         |                                        |                                        |                                               |                                               |
|                                                                |                                                                |                                                        |                                                        |                                                       |                                                       |  |  |                                         |                                         |                                        |                                        |                                               |                                               |
|                                                                |                                                                | Barnim I Dobry ur. zap. ok. 1210 zm. 13 lub 14 XI 1278 | Barnim I Dobry ur. zap. ok. 1210 zm. 13 lub 14 XI 1278 |                                                       |                                                       |  |  |                                         |                                         | Matylda askańska ur. ? zm. 20 XII 1316 | Matylda askańska ur. ? zm. 20 XII 1316 |                                               |                                               |
|                                                                |                                                                |                                                        |                                                        |                                                       |                                                       |  |  |                                         |                                         |                                        |                                        |                                               |                                               |
|                                                                |                                                                |                                                        |                                                        |                                                       |                                                       |  |  |                                         |                                         |                                        |                                        |                                               |                                               |
|                                                                |                                                                |                                                        |                                                        |                                                       |                                                       |  |  |                                         |                                         |                                        |                                        |                                               |                                               |

|                                 |                                 | Mikołaj I ur. ? zm. w okr. 3 II–30 III 1323 OO w okr. 1285–1290 | Mikołaj I ur. ? zm. w okr. 3 II–30 III 1323 OO w okr. 1285–1290 | Mirosława Barnimówna (ur. 1270, zm. przed 11 XI 1328) | Mirosława Barnimówna (ur. 1270, zm. przed 11 XI 1328) |                                   |                                   |                                                  |                                                  |
|                                 |                                 |                                                                 |                                                                 |                                                       |                                                       |                                   |                                   |                                                  |                                                  |
|                                 |                                 |                                                                 |                                                                 |                                                       |                                                       |                                   |                                   |                                                  |                                                  |
|                                 |                                 |                                                                 |                                                                 |                                                       |                                                       |                                   |                                   |                                                  |                                                  |
| Matylda (Mechtylda) ur. ? zm. ? | Matylda (Mechtylda) ur. ? zm. ? | Bożena (Beatrix) ur. ? zm. ?                                    | Bożena (Beatrix) ur. ? zm. ?                                    | Kunegunda ur. ? zm. ?                                 | Kunegunda ur. ? zm. ?                                 | Agnieszka ur. ? zm. ?             | Agnieszka ur. ? zm. ?             | Audacja ur. ? zm. ?                              | Audacja ur. ? zm. ?                              |
|                                 |                                 |                                                                 |                                                                 |                                                       |                                                       |                                   |                                   |                                                  |                                                  |
| Małgorzata ur. ? zm. ok. 1310   | Małgorzata ur. ? zm. ok. 1310   | Anastazja ur. ? zm. ?                                           | Anastazja ur. ? zm. ?                                           | Barnim ur. ? zm. ?                                    | Barnim ur. ? zm. ?                                    | Mirosława ur. ? zm. po 19 II 1368 | Mirosława ur. ? zm. po 19 II 1368 | Mikołaj II ur. ? zm. w okr. 17 V 1349–21 II 1350 | Mikołaj II ur. ? zm. w okr. 17 V 1349–21 II 1350 |

### Źródła online
- Cawley Ch, Mecklenburg. Table of contents. Grafen von Schwerin (ang.) [w]: Mediewal Lands. A prosopography of medieval European noble and royal families (ang.), [dostęp 2011-12-20].

### Opracowania
- Edward Rymar, Rodowód książąt pomorskich, Szczecin: Książnica Pomorska im. Stanisława Staszica, 2005, ISBN 83-87879-50-9, OCLC 69296056. Brak numerów stron w książce
- Sommer P., Třeštík D., Žemlička J. (pod red.), Přemyslovci. Budování českého státu, Praha 2009, ISBN 978-80-7106-352-0.
- Szymański J.W., Książęcy ród Gryfitów, Goleniów – Kielce 2006, ISBN 83-7273-224-8.